# Ronald Stewart Byles
Ronald Stewart Byles (* 1923; † 1989) war ein britischer Kakteensammler. Sein offizielles botanisches Autorenkürzel lautet „Byles“.

## Leben und Wirken
Ronald Byles war eines der ersten Mitglieder des Londoner Ablegers der von 1945 bis 1982 bestehenden National Cactus & Succulent Society, einem der beiden Vorläufer der heutigen British Cactus and Succulent Society. Viele Jahre lang war er als dessen Vorsitzender für die Organisation zahlreicher Ausstellungen verantwortlich, darunter die 1953 stattfindende Tagung der Internationalen Organisation für Sukkulentenforschung in London. 1956 wurde Byles Mitglied dieser Gesellschaft. In den frühen 1960er Jahren zog er sich aus unbekannten Gründen von allen Aktivitäten der Kakteen- und Sukkulentengesellschaft zurück. 
Byles' von 1954 bis 1956 im National Cactus and Succulent Journal veröffentlichte Artikelserie A Dictionary of Genera and Subgenera of Cactaceae erschien 1957 in Buchform. Gemeinsam mit seinem Jugendfreund Gordon Douglas Rowley stellte er die Gattung Pilosocereus auf.
Nach Ronald Byles wurde die Kakteenart Pygmaeocereus bylesianus (Syn.: Arthrocereus bylesianus) benannt.

## Schriften (Auswahl)
- A Dictionary of Genera and Subgenera of Cactaceae. In: The National Cactus and Succulent Journal.
  - Band 9, Nr. 3, 1954, S. 54–57 (JSTOR:42787838).
  - Band 9, Nr. 4, 1954, S. 80–83 (JSTOR:42790473).
  - Band 10, Nr. 1, 1955, S. 11–14 (JSTOR:42790490).
  - Band 10, Nr. 2, 1955 S. 33–36 (JSTOR:42787889).
  - Band 10, Nr. 3, 1955, S. 57–60 (JSTOR:42796579).
  - Band 10, Nr. 4, 1955, S. 82–85 (JSTOR:42790508).
  - Band 11, Nr. 1, 1956, S. 11–14 (JSTOR:42790529).
  - Band 11, Nr. 2, 1956, S. 33–36 (JSTOR:42790541).
- A Dictionary of Genera and Subgenera of Cactaceae. National Cactus & Succulent Society, Nottingham 1957.

## Nachweise